# Kássa Melinda
Kássa Melinda névvariáns: Kása Melinda (Budapest, 1930. január 18. – 2019. október 29. vagy előtte) magyar bábművész, színésznő.

## Életpályája
Saját magáról mesélte az alábbiakat:

„Apámnak Abonyban mozija volt (itt éltünk gyermekkoromban), nagyon sok filmet láttam. A történetek néha összekeveredtek a valósággal, a szereplőket szinte rokonaimnak éreztem. Nem is volt éles elhatározás, hanem természetes, hogy én is valami ilyesmit szeretnék csinálni. Az elemi iskola elvégzése után a Baár-Madas református gimnáziumba kerültem bentlakónak. A legjobban az irodalmat kedveltem és a képzőművészetet. Majd jött a háború. 1948-ban érettségiztem. Utána felvételiztem a Színművészeti Főiskolára, az Iparművészeti Főiskolára és a bölcsészkar magyar szakára. Vőlegényem ez utóbbit tartotta a legmegfelelőbbnek. Így bölcsészdiplomát szereztem. Közben megszületett a fiam, majd a kislányom is. Nagy-nagy szeretettel neveltem őket. Egyszer csak hiányozni kezdett a „munkám”. Ekkor jött kapóra az Állami Bábszínház felhívása. Színészképző stúdiójukra felvételt hirdettek. A felvételin megfeleltem. Gondoltam, itt kiélhetem színészi ambícióimat, az irodalom iránti szeretetemet és a képzőművészet iránti vonzódásomat is. Így is lett.”

Az Eötvös Loránd Tudományegyetem Bölcsészettudományi Karán 1958-ban diplomázott. A Bábszínészképző Tanfolyamot 1960-ban végezte el, és már növendékként tagja lett az Állami Bábszínháznak. 1988-ban nyugdíjba vonult, de játszott továbbra is. 1992-től alapító tagja volt a Kolibri Színház társulatának. Bábszínészi munkája mellett a Kolibri Színház színészképző stúdiójában bábmozgatást tanított, és rendezéssel is foglalkozott. Több díjat is kapott.

## Fontosabb színházi szerepeiből
- Tersánszky Józsi Jenő – Kardos G. György: Misi mókus vándorúton... Misi mókus
- Bartók Béla: A fából faragott királyfi... A fából faragott királyfi
- Igor Sztravinszkij – Szilágyi Dezső: Petruska... Maszkák és vásári nép
- Igor Sztravinszkij – Szilágyi Dezső: A katona története... Királylány
- Bertolt Brecht: A kispolgár hét főbűne... A család tagja
- Hans Christian Andersen: A rút kiskacsa... Piroskaparójú totyogó; Anyóka; Hattyú
- Hans Christian Andersen: Hókirálynő... Nagymama
- Tamara Grigorjevna Gabbe – Tótfalusi István: Hamupipőke... Mostoha; Királyné
- Arany János: Rózsa és Ibolya... Az öreg király vén felesége a Vasorrú Bába
- Tor Åge Bringsvaerd: Locspocs és a Bolygó Hollandi... Nessie néni
- Hárs László: Ludas Matyi... Loncsos kutya
- Móricz Zsigmond – Zalán Tibor: Hétkrajcáros mese... Koldusasszony
- William Shakespeare: A vihar... Szellem Prospero szolgálatában
- William Shakespeare – William Rowley: Merlin születése, avagy a gyermek meglelte atyját... Donobert, nemes
- Kovács Ildikó – Dan Handoreanu: Adjátok vissza Pinocchiót!... Colombina; Arlecchino
- Monthy Phyton: Megyeri gyalog galopp... Őrszem; Vén Banya; Maynard atya; Francia Katona
- Réz András – Ambrose Montanus: Az ördög éve... Takarítónő, Hildácska
- Pozsgai Zsolt: Prófétakeringő... Öregasszony

## Rendezéseiből
- Tarbay Ede – Ady Endre – Weöres Sándor: Betlehemes játék, Profán misztérium
- Móricz Zsigmond – Gárdonyi Géza – Kássa Melinda: Komédiás disznó
- Móricz Zsigmond – Zalán Tibor: Hétkrajcáros mese
- Arany János: Rózsa és Ibolya
- Marék Veronika: A lila majom
- Koczogh Ákos: Kalevala – Észak fiai ... Louhi, Észak asszonya
- Michael Ende – Kássa Melinda – Zalán Tibor: Mosható és barátai
- A gyermekek hídja

## Önálló est
- Turgudsz irgigy bergeszérgélni? Meixler Ildikóval közösen  (Mikroszkóp Színpad)

## Filmek, tv
- A tücsök hegedűje (1983)
- Nem vagyok már gyerek (1996)... Demeter néni
- Velem mindig történik valami (sorozat) Büszke lehetsz a fiadra című rész (2003)... Érdi mama